# Bucking Broadway
Bucking Broadway é um filme norte-americano de 1917, do gênero faroeste, dirigido por John Ford, provavelmente o seu sexto filme. Acreditava-se estar perdido, assim como cerca dos 70 dos 60 filmes mudos de Ford. Foi encontrado em 2002 nos arquivos da CNC (Centre national du cinéma et de l’image animée). Foi posteriormente restaurado e digitalizado no site da Europa Film Tresures.

## Elenco
- Harry Carey - Cheyenne Harry
- Molly Malone - Helen Clayton
- L. M. Wells - Ben Clayton
- Vester Pegg - Eugene Thornton
- William Steele - Buck Hoover (como William Gettinger)
- Gertrude Astor - Gladys (não creditado)
- Martha Mattox - Shocked Customer (não creditada)